# Flossenbürg
Flossenbürg település Németországban, azon belül Bajorországban. Lakosainak száma 1474 fő (2023. december 31.). Flossenbürg Lesná, Floß és Waldthurn községekkel határos.

## Népesség
A település népessége az elmúlt években az alábbi módon változott:
| Lakosok száma | 703  | 2431 | 1997 | 1980 | 1621 | 1612 | 1559 | 1525 | 1465 | 1474 |
|               | 1875 | 1950 | 1975 | 1987 | 2012 | 2014 | 2016 | 2017 | 2021 | 2023 |